# Digos
Digos is een Filipijnse stad in de provincie Davao del Sur op het eiland Mindanao. Bij de laatste census in 2007 had de stad bijna 146 duizend inwoners.

## Geografie

### Bestuurlijke indeling
Digos is onderverdeeld in de volgende 26 barangays:
| - Aplaya - Balabag - San Jose - Binaton - Cogon - Colorado - Dawis - Dulangan - Goma - Igpit - Kiagot - Lungag - Mahayahay | - Matti - Kapatagan - Ruparan - San Agustin - San Miguel - San Roque - Sinawilan - Soong - Tiguman - Tres De Mayo - Zone 1 - Zone 2 - Zone 3 |

## Demografie
Digos had bij de census van 2007 een inwoneraantal van 145.514 mensen. Dit zijn 20.343 mensen (16,3%) meer dan bij de vorige census van 2000. De gemiddelde jaarlijkse groei komt daarmee uit op 2,10%, hetgeen hoger is dan het landelijk jaarlijks gemiddelde over deze periode (2,04%). Vergeleken met de census van 1995 is het aantal mensen met 38.949 (36,5%) toegenomen.

De bevolkingsdichtheid van Digos was ten tijde van de laatste census, met 145.514 inwoners op 287,1 km², 506,8 mensen per km².